# 蒲田静三

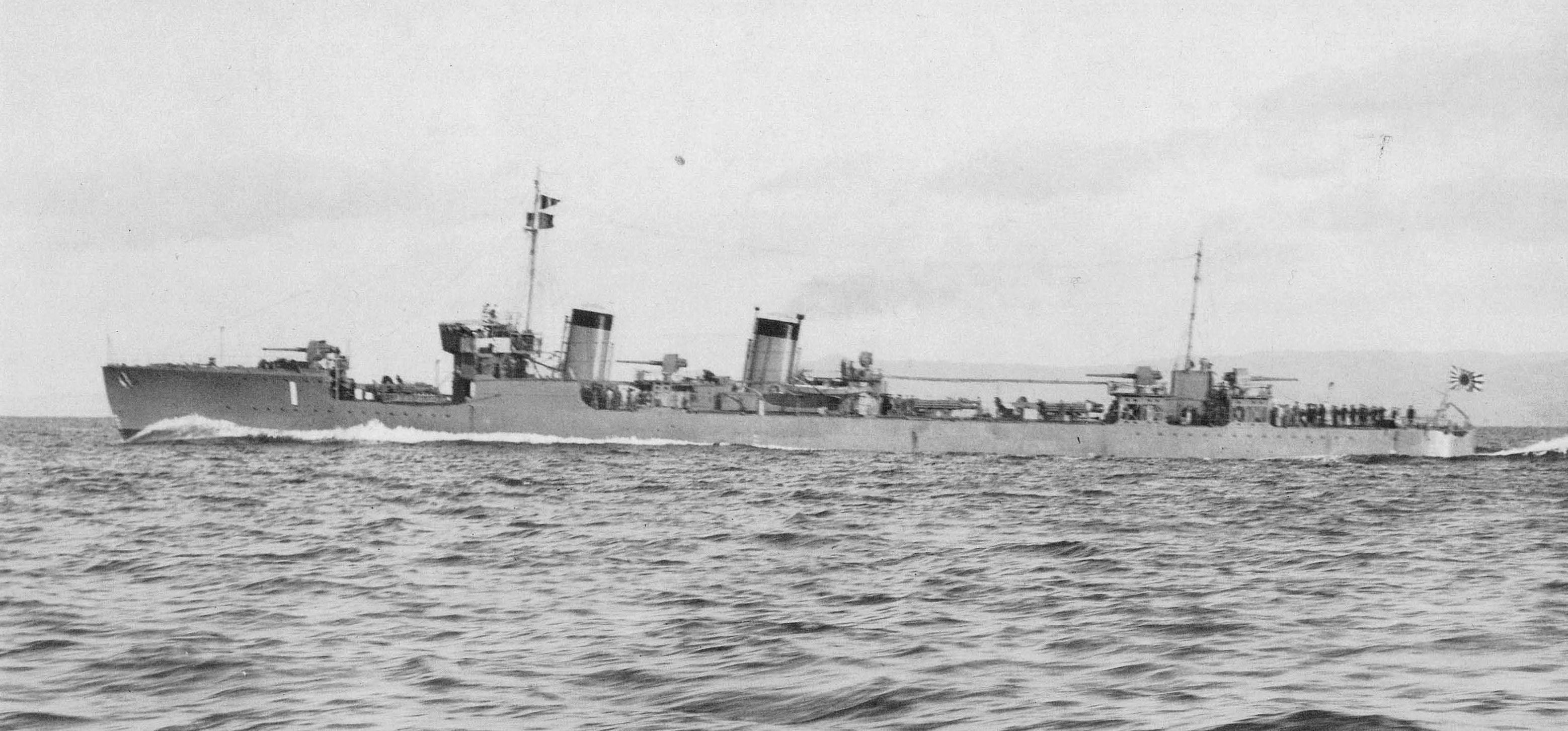
初代駆逐艦長を務めた一等駆逐艦『神風』

蒲田 静三（かまた せいぞう、1884年 - 1966年）は、日本の海軍軍人（海兵33期）。最終階級は海軍大佐。
駆逐艦・神風の初代駆逐艦長を務め、その後は第11駆逐隊司令、第15駆逐隊司令、1945年8月5日からは青森港湾警備隊司令を務めた。

## 経歴
1884年に青森県に生まれ、1905年11月28日に海軍兵学校第33期で卒業、同期に連合艦隊司令長官・豊田副武がいる。1915年に大尉として雷型駆逐艦・朧の駆逐艦長に着任した。1917年には駆逐艦・アンナン（Annamite）に指揮官として乗艦し、第二回航駆逐隊に属して同艦をポートサイドまで回航、フランス海軍に引き渡した。
1917年11月8日、魚雷攻撃で損傷しイギリス工廠で修理を行っていた榊が再就役すると、その駆逐艦長に着任、1918年に少佐に昇進した。1920年には海風と山風の駆逐艦長を兼任し、1921年12月1日からは峯風の駆逐艦長（心得）に着任した。1922年9月20日には神風（第一駆逐艦）の艤装員長となり、竣工後は中佐として神風の初代駆逐艦長に着任。神風は竣工と同時に第1駆逐隊に編入された。
1924年2月5日には第11駆逐隊司令、12月1日からは樅型駆逐艦の藤・薄・萩・蔦からなる第一水雷戦隊第15駆逐隊の司令に着任。第15駆逐隊司令在任中には警備駆逐艦「薄」で、後に連合艦隊参謀となる扇一登と出会い、蒲田司令は扇一登の語学力を買って相手側との交渉役に指名した。

### 大沽口事件
大正15年（1926年）3 月、中国では中国国民軍と奉天派軍閥が戦闘を繰り返していた。同月12日、日本は奉天派を援護するという名目で軍艦多数を中国国民軍の駐屯する天津大沽口に派遣し、陸上の中国国民軍に対して艦砲射撃を行った（大沽口事件）。この事件で派遣されていた蒲田司令の率いる第15駆逐隊は中国の大沽沖に停泊していたが、大沽沖に停泊していては迅速な連絡ができないうえに風波が強いとして、蒲田駆逐隊司令は艦隊司令の許可を待たずに駆逐艦藤、薄からなる艦隊で大沽口への侵入を強行した。その遡行中に中国国民軍から猛烈な射撃を受けたため、藤の機銃で中国側の陸上砲台に応戦して同砲台を沈黙させた。また、同じ青森県出身で軍令部第三班長であった中村良三少将も現場に駆け付けた。この戦闘で藤に座乗していた蒲田司令、主計長、兵の3名が負傷し、中国国民軍側でも8名の負傷者が出ている。　

### 太平洋戦争
太平洋戦争末期の1945年8月5日に青森港湾警備隊が開隊されるとその司令となった。しかし、4日後の8月9日に青森県大湊湾の大湊警備府にアメリカ軍の空母艦載機が襲来（大湊空襲）、碇泊中の艦艇や陸上砲台から応戦したが、敷設艦・常磐が計4発の直撃弾と4発の至近弾を受け大破、駆逐艦・柳は元から損傷状態での戦闘で2機を撃墜するなど健闘するが大破する被害を受けた。

## 栄典
- 1907年（明治40年）2月12日 - 正八位[1]